# Platygobiopsis dispar
Platygobiopsis dispar es una especie de peces de la familia de los Gobiidae en el orden de los Perciformes.

## Morfología
Los machos pueden llegar a alcanzar los 6,5 cm de longitud total.

## Hábitat
Es un pez de mar y, de clima tropical y demersal.

## Distribución geográfica
Se encuentra frente a las costas centrales del Vietnam. 

## Observaciones
Es inofensivo para los humanos. 